# Anno 1404
Anno 1404 (лат. Рік 1440) — містобудівний економічний симулятор реального часу.
Anno 1404 продовжує серію ігор Anno, будучи сиквелом Anno 1701 і попередником футуристичний Anno 2070. Попри те, що сюжет гри обертається навколо послідовності вигаданих подій, загальна концепція базується на реальних історичних прототипах: хрестові походи, становлення готичної архітектури, споруда кафедральних соборів, ганзейський торговий союз, розквіт патріціанства і ранніх форм капіталізму.
26 лютого 2010 року опубліковане розширення Anno 1404: Венеція, що додало мультиплеєр і інші удосконалення.

## Огляд
Як і в інших частинах серії Anno гравець, за призовом своєї рідної країни, створює поселення і управляє ними, взаємодіючи з керованими комп'ютером персонажами. Гравцеві потрібно колонізувати острови, прокладати дороги, будувати будинки і виробничі будівлі для задоволення потреб городян, вступати в дипломатичні відносини з NPC і вести морські та сухопутні битви.
Однією з найважливіших завдань в грі в аспекті «містобудування» є споруда «монументів», іменованих «Імператорський собор» і «Султанська мечеть». Будівництво розбите на кілька фаз, кожна з яких вимагає відповідності поселення певним критеріям. Гравцеві також необхідно накопичити значну кількість ресурсів перш, ніж розпочати будівництво. Сам процес зведення собору дуже нагадує такий, як в попередній грі серії, Anno 1701.
Невід'ємний елемент геймплею — торгівля. Європейські городяни в певний момент більше не можуть збільшити населення без доступу до спецій, а згодом до кварцу, зробити які можна лише на островах Сходу. Більш того, попри можливість отримувати дохід з оподаткування населення, дуже складно накопичити достатньо грошей для будівництва монументальних споруд без інтенсивної широкої торгівлі. Цей процес сильно полегшений завдяки автоматичній торгівлі, що дозволяє виставляти товари на продаж торговцям, які припливають до острова на кораблях.
В процесі проходження гравець отримує доступ до військових суден і військ, що дозволяє вторгнутися і знищити інших гравців.
Anno 1404 отримала оновлений інтерфейс, острови і світ більшого розміру, режим пісочниці та інші можливості, які раніше не були використовувались в серії.

## Ігровий процес

#### Нові можливості
У Anno 1404 з'явилося кілька нових можливостей, що відрізняють її від трьох попередниць: Anno 1503, Anno 1 602 і Anno 1701. Вони включають:

### Європа та Схід
Як і в Anno 1701, ігровий світ поділений на дві різні культурні зони. У Anno 1404 ці зони були виражені, хоч і без претензії на історичну точність, північно-західною Європою епохи Ренесансу і середньовічним Близьким Сходом, згаданими як Європа і Схід відповідно. Найважливішою відмінністю від попередніх частин серії є необхідність будівництва Європейських та Східних поселень одночасно з метою забезпечення прогресу населення і розширення будівельних можливостей. Однак попри можливість безпосередньо управляти виробництвом і розвитком Східних поселень, фокус гри як і раніше доводиться на Європейські поселення. Схід залишається торговим партнером Європи, дозволяючи її населенню підвищувати клас. Для цього Східні товари, такі як спеції, індиго і кварц, повинні бути зроблені і доставлені зі Східних колоній.

### Ігрові персонажі
Всі комп'ютерні гравці діляться не тільки на різні типи складності, але і на різний характер поведінки. Чим вище рівень гравця, тим він агресивніший, з нього складніше стягувати податки, тощо.
- Віллем Ван Ден Марк — «легкий» гравець, його дочка на кораблі впала за борт і пропала. Літній.
- Хільдегард фон Левенштайн (На російській піратському диску так само або ж Хильдегард фон Левенстайн) — «легкий» гравець, настоятелька абатства. Літня.
- Лейф Йоргенсен — «легкий» гравець, дрібний торговець і мінезінгер. Має однофамільців (нащадків) з Anno 1701 (Хенрік Йоргенсен) і Anno 2070 (Тільда Йоргенсен). Молодий.
- Сер Гевін Ленгтон — «середній» гравець. Багато хто вважає його циніком, а він сам пояснює це тим, що «він бачить речі, якими вони є, а не тими, якими їх бачать інші». Середнього віку.
- Олена Флорес — «середній» гравець. Колоритний персонаж, який переживає за свій народ. Одного разу була зґвалтована корсарами. Молода.
- Гай Форкас — «середній» гравець. Цього персонажа можна назвати одним словом — змія. Уклавши з ним союз, можна отримати доброго союзника. Можливо, пародія на Гая Фокса. Середнього віку.
- Марі Д'Артуа — «середній» гравець. Янгол у плоті. Все, що не робить, то на славу Бога. Ненавидить Олену Флорес, вважаючи її темною особистістю, хоча часто укладає з нею союз. Молода.
- Торговець Джованні Де Мерканте (На російській піратському диску Джованні де Меркантес) — «складний» гравець. Торговець, який шукає прибуткових угод. Уклавши з ним торговий договір, можна розраховувати на збільшення капіталу. Середнього віку.
- Кардинал Луцій — «складний» гравець. Осліплий кардинал, жадає захопити світ, сподіваючись на християнську віру. Дуже агресивний. Літній.
- Баронеса Констанца Занхі — «складний» гравець. Баронеса Занхі має пристрасть до балів, світського життя. Агресивна. Молода.

### Типи поселенців
Суспільство гравця в колоніях поділяється на європейське (колоністи, які приїжджають з метрополії) і східне (приїжджають при заселенні південних островів). Для того, щоб в колонію приїхали представники вищого рівня, необхідно задовольнити потреби людей нижчого рівня та ейфорійний податок. Люди будуть брати ресурси для поліпшення шару поселенця.
Європейські верстви населення:
1. Селяни
2. Городяни
3. Патриції
4. Дворяни
5. Жебраки (на відміну від інших верств населення жебраки не платять податків і знижують рівень забезпечення ваших жителів)
Східні верстви населення:
1. Кочівники
2. Посланці

## Сюжет
Кампанія починається з призначення гравця управителем європейського поселення. Імператор хворий і лорд Річард Норберг, кузен і скарбник Його Величності, затіває будівництво грандіозного кафедрального собору, щоб молитися за здоров'я брата. Тим часом кардинал Луцій починає підготовку до хрестового походу проти сарацинів на Сході, який очолить Гай Форкас.
У перших розділах компанії гравець навчається основам геймплея і економіки здійснюючи підтримку Норберга і Форкаса поставками товарів і виконанням різних завдань, попутно зустрічаючись з іншими ігровими персонажами.
З виходом підготовлених до походу кораблів з порту лорду Норбергу починають відкриватися сліди загадкового зникнення. Разом з гравцем він вирушає на Схід і вступає в дипломатичні відносини Великим Візиром Султана, Аль Захір, який допомагає гравцеві перемогти корсарів і зруйнувати канал поставки вкрадених дітей. Далі сюжет розвивається з появою доказів, які свідчать про залучення героїв в зловісну змову, що має на меті палацовий переворот і захоплення імператорської влади. Коли лорд Норберг занадто близько дібрався до розгадки його захоплюють в полон і гравцеві залишається самому докопуватися до істини.
Протягом наступних кількох глав гравцеві потрібно роздобути нових прихильників, переконати командуючу хрестовим походом в тому, що її обдурювали, прикриваючись благими намірами і пережити безліч нападів заради перемоги над лиходіями і відновлення законної влади Імператора.
Кампанія розділена на 8 розділів, кожен з яких може бути зіграний на 3 різних рівнях складності: простий, середній і складний. Окрім представлення гравцеві сюжету режим кампанії служить так само керівництвом для підготовки до складніших ігрових сценаріїв і нескінченного режиму гри.
Всі основні персонажі, згадані в режимі кампанії, також зустрічаються в інших сценаріях і можуть бути обрані як опоненти в нескінченній грі, і хоча їхні дії не будуть залежати від подій кампанії, вони збережуть відмінні риси характеру. В інших режимах Лорд Норберг і Аль Захір виконують ролі менторів та торгових партнерів, ким вони, по суті, і були в рамках кампанії.

## Досягнення
Anno 1404 і доповнення Венеція додає можливість гравцеві отримувати нагороди. Ці досягнення можна розглядати як «віхи» і варіюються вони від зовсім простих до винятково важких, оскільки багато з них «приховані». Досить багато з досягнень є взаємопов'язаними, будучи частиною іншого «великого» досягнення. У грі налічується 206 досягнень, які розділені на чотири категорії. У доповненні Венеція додалося ще 110.
Крім досягнень в ANNO 1404 Венеція існують і інші нагороди, отримані гравцем як заохочення за досягнуті результати. Медалі розділені на 4 групи, до 6 медалей в кожному розділі різного ґатунку: бронза, срібло, золото, або відмітний знак за досягнуті успіхи.
Крім того існує 70 призів, які гравець може вибрати самостійно, вони розділені на чотири категорії: елементи благоустрою, портрети, кольори та герби. Всі призи купуються на отримані за досягнення дорогоцінні камені. Призи не впливають на ігровий процес і несуть тільки естетичну складову, хоча деякі досягнення можливо отримати тільки побудувавши деякі елементи благоустрою.

## Доповнення "Венеція"
Anno 1404: Venice (в Україні відомо як Anno 1404: Венеція) — офіційне доповнення до оригінальної частини гри. Оновлення містить 15 повністю нових сюжетних місій для одиночного проходження. Всі події будуть пов'язані з Венецією, якій присвячено доповнення. Керувати містом безпосередньо не буде можливості, воно завжди виступає в ролі сильного сусіда, важливого торговельного пункту і джерела нових завдань. Крім одиночних місій в грі з'явився повноцінний мультиплеєр, де гравці зможуть діяти спільно в режимі реального часу.

## Відгуки
Гра посіла друге місце в номінації «Стратегія року» (2009) журналу «Ігроманія».

## Цікаві факти
- Якщо в головному меню натиснути на логотип гри вгорі, то підуть титри, в яких можна послухати кумедні коментарі персонажів гри.
- У першій місії в кампанії на острові Лорда Нортберга за допомогою редагування маршруту (F6) можна побачити зелене серце.